# Sean Hohneck
Sean D. Hohneck (Rotorua, 8 gennaio 1979) è un ex rugbista a 15 neozelandese, in carriera attivo nel di ruolo seconda linea.